# Resolutie 2218 Veiligheidsraad Verenigde Naties
Resolutie 2218 van de Veiligheidsraad van de Verenigde Naties werd op 28 april 2015 met unanimiteit aangenomen door de VN-Veiligheidsraad en verlengde de MINURSO-missie in de Westelijke Sahara opnieuw met een jaar.

## Achtergrond
Begin jaren 1970 ontstond een conflict tussen Spanje, Marokko, Mauritanië en de Westelijke Sahara zelf over de Westelijke Sahara dat tot dan in Spaanse handen was. Marokko legitimeerde de aanspraak die het maakte op basis van historische banden met het gebied. Nadat Spanje het gebied had opgegeven bezette Marokko er twee derde van. Het land is nog steeds in conflict met Polisario dat met steun van Algerije de onafhankelijkheid blijft nastreven. Begin jaren 1990 kwam een plan op tafel om de bevolking van de Westelijke Sahara via een volksraadpleging zelf te laten beslissen over de toekomst van het land. Het was de taak van de VN-missie MINURSO om dat referendum op poten te zetten. Het plan strandde later echter door aanhoudende onenigheid tussen de beide partijen waardoor ook de missie nog steeds ter plaatse is.

## Inhoud
Marokko had initiatieven genomen om de nationale mensenrechtenraad in Dakhla en Al-Ajoen te versterken. Deze twee steden liggen in het door Marokko bezette deel van de Westelijke Sahara. Er waren ook plannen van het Hoog Commissariaat voor de Vluchtelingen in uitvoering om vluchtelingen uit het gebied beter te op te vangen. Dat was vooral nodig in het vluchtelingenkamp in Tindouf, in Zuidwest-Algerije.
Zowel Marokko als Polisario wilden ook verder werken aan de voorbereiding van de vijfde onderhandelingsronde.
Er werd besloten het mandaat van MINURSO opnieuw een jaar te verlengen, tot 30 april 2016.

## Verwante resoluties
- Resolutie 2099 Veiligheidsraad Verenigde Naties (2013)
- Resolutie 2152 Veiligheidsraad Verenigde Naties (2014)

Lijst ·  2196 ·  2197 ·  2198 ·  2199 ·  2200 ·  2201 ·  2202 ·  2203 ·  2204 ·  2205 ·  2206 ·  2207 ·  2208 ·  2209 ·  2210 ·  2211 ·  2212 ·  2213 ·  2214 ·  2215 ·  2216 ·  2217 ·  2218 ·  2219 ·  2220 ·  2221 ·  2222 ·  2223 ·  2224 ·  2225 ·  2226 ·  2227 ·  2228 ·  2229 ·  2230 ·  2231 ·  2232 ·  2233 ·  2234 ·  2235 ·  2236 ·  2237 ·  2238 ·  2239 ·  2240 ·  2241 ·  2242 ·  2243 ·  2244 ·  2245 ·  2246 ·  2247 ·  2248 ·  2249 ·  2250 ·  2251 ·  2252 ·  2253 ·  2254 ·  2255 ·  2256 ·  2257 ·  2258 ·  2259